# Lijst van rijksmonumenten in Tubbergen (gemeente)
gemeente Tubbergen telt 97 inschrijvingen in het rijksmonumentenregister. Hieronder een overzicht.

## Albergen
De plaats Albergen telt 2 inschrijvingen in het rijksmonumentenregister.
| Object                                                 | Oorspronkelijke functie? | Bouwjaar                        | Architect | Locatie | Coördinaten?                  | Nr.?  | Afbeelding  |
| ------------------------------------------------------ | ------------------------ | ------------------------------- | --------- | ------- | ----------------------------- | ----- | ----------- |
| Terrein waarin overblijfselen van een versterkte toren | Archeologisch monument   | 13e eeuw                        |           |         | 52° 21' 23" NB, 6° 46' 51" OL | 46059 | Upload foto |
| Terrein waarin een urnenveld                           | Archeologisch monument   | late Bronstijd/vroege IJzertijd |           |         | 52° 23' 4" NB, 6° 46' 41" OL  | 46060 | Upload foto |

## Fleringen
De plaats Fleringen telt 11 inschrijvingen in het rijksmonumentenregister.
| Object                                                    | Oorspronkelijke functie?  | Bouwjaar                    | Architect | Locatie                | Coördinaten?                  | Nr.?   | Afbeelding        |
| --------------------------------------------------------- | ------------------------- | --------------------------- | --------- | ---------------------- | ----------------------------- | ------ | ----------------- |
| Gröbbemolen                                               | Industrie- en poldermolen | 1846                        |           | Ootmarsumseweg 211     | 52° 22' 41" NB, 6° 47' 10" OL | 35751  | Meer afbeeldingen |
| Terrein waarin drie grafheuvels                           | Archeologisch monument    | Neolithicum en/of Bronstijd |           |                        | 52° 23' 11" NB, 6° 47' 13" OL | 46061  | Upload foto       |
| Rikmansbrug                                               | Brug                      | 1887                        |           | Brug bij Putmansweg 24 | 52° 21' 57" NB, 6° 47' 47" OL | 507960 | Upload foto       |
| Herinckhave: hoofdgebouw                                  | Kasteel, buitenplaats     | 1730                        |           | Herinckhaveweg 6       | 52° 23' 2" NB, 6° 47' 29" OL  | 515451 | Meer afbeeldingen |
| Herinckhave: historische parkaanleg                       | Tuin, park en plantsoen   | eerste helft 18e eeuw       |           | Herinckhaveweg bij 6   | 52° 23' 8" NB, 6° 47' 29" OL  | 515452 | Upload foto       |
| Herinckhave: linker bouwhuis                              | Bijgebouwen kastelen enz. | 1743 (jaartal)              |           | Herinckhaveweg 8       | 52° 23' 3" NB, 6° 47' 31" OL  | 515453 | Meer afbeeldingen |
| Herinckhave: rechter bouwhuis                             | Bijgebouwen kastelen enz. | 18e eeuw                    |           | Herinckhaveweg 2       | 52° 23' 4" NB, 6° 47' 28" OL  | 515454 | Meer afbeeldingen |
| Herinckhave: watermolen                                   | Industrie- en poldermolen | 17e eeuw (oorsprong)        |           | Herinckhaveweg bij 6   | 52° 23' 2" NB, 6° 47' 31" OL  | 515455 | Meer afbeeldingen |
| Herinckhave: drie bruggen                                 | Tuin, park en plantsoen   | 19e/20e eeuw of ouder       |           | Herinckhaveweg bij 6   | 52° 23' 2" NB, 6° 47' 30" OL  | 515456 | Meer afbeeldingen |
| Herinckhave: pijlers en hek                               | Tuin, park en plantsoen   | 19e eeuw                    |           | Herinckhaveweg bij 6   | 52° 23' 8" NB, 6° 47' 29" OL  | 515457 | Upload foto       |
| Herinckhave: tuinsieraden (zonnewijzer, tuinvazen, kanon) | Tuin, park en plantsoen   | 18e/19e eeuw                |           | Herinckhaveweg bij 6   | 52° 23' 2" NB, 6° 47' 29" OL  | 530021 | Upload foto       |

## Geesteren
De plaats Geesteren telt 6 inschrijvingen in het rijksmonumentenregister.
| Object | Oorspronkelijke functie?  | Bouwjaar | Architect | Locatie             | Coördinaten?                  | Nr.?   | Afbeelding |
| --- | ------------------------- | -------- | --------- | ------------------- | ----------------------------- | ------ | --- |
| Boerderij met vakwerkgevels en boven de diepe baanderhoek een houten topgevel, evenals boven de voorgevel | Boerderij                 |          |           | Denekamperweg 14    | 52° 25' 32" NB, 6° 44' 45" OL | 35752  | Meer afbeeldingen |
| Grote Geesterse Molen | Industrie- en poldermolen | 1867     |           | Hardenbergerweg 92  | 52° 25' 29" NB, 6° 45' 37" OL | 35753  | Meer afbeeldingen |
| Ten dele gemoderniseerde doch nog zeer aantrekkelijke deels in vakwerk uitgevoerde boerderij met achterbaander in underschoer en voor aangebouwde "bovenkamer"                                                              | Boerderij                 |          |           | Huyerenseweg 46     | 52° 25' 6" NB, 6° 44' 26" OL  | 35754  | Meer afbeeldingen |
| Forse boerderij met fraaie vakwerkachtergevel, achterbaander in onderschoer. Bovenkamer en woongedeelte op Bentheimer stenen plint en met houten topgevels; bovenlicht, vensters met roedenverdeling; inwendig keitjesvloer | Boerderij                 |          |           | Schotboersweg 7     | 52° 25' 30" NB, 6° 44' 18" OL | 35779  | Forse boerderij met fraaie vakwerkachtergevel, achterbaander in onderschoer. Bovenkamer en woongedeelte op Bentheimer stenen plint en met houten topgevels; bovenlicht, vensters met roedenverdeling; inwendig keitjesvloer |
| Twee oude schuren, deels vakwerk met baksteen of strovlechtwerkvulling. Een der beide schuren was in gebruik als schaapskooi                                                                                                | Boerderij                 |          |           | Huyerenseweg 38     | 52° 24' 43" NB, 6° 44' 30" OL | 35783  | Meer afbeeldingen |
| Boerderij | Boerderij                 | 1938     |           | Hardenbergerweg 131 | 52° 26' 3" NB, 6° 45' 9" OL   | 507962 | Meer afbeeldingen |

## Haarle
De plaats Haarle telt 3 inschrijvingen in het rijksmonumentenregister.
| Object                                                      | Oorspronkelijke functie? | Bouwjaar                    | Architect | Locatie | Coördinaten?                  | Nr.?  | Afbeelding  |
| ----------------------------------------------------------- | ------------------------ | --------------------------- | --------- | ------- | ----------------------------- | ----- | ----------- |
| Terrein waarin grafheuvel                                   | Archeologisch monument   | Neolithicum en/of Bronstijd |           |         | 52° 24' 20" NB, 6° 51' 10" OL | 46062 | Upload foto |
| Terrein waarin grafheuvel                                   | Archeologisch monument   | Neolithicum en/of Bronstijd |           |         | 52° 24' 22" NB, 6° 51' 22" OL | 46063 | Upload foto |
| Terrein waarin een groot aantal grafheuvels en/of urnenveld | Archeologisch monument   | Bronstijd en/of IJzertijd   |           |         | 52° 24' 30" NB, 6° 51' 17" OL | 46064 | Upload foto |

## Hezingen
De plaats Hezingen telt 13 inschrijvingen in het rijksmonumentenregister. Zie Lijst van rijksmonumenten in Hezingen voor een overzicht.

## Mander
De plaats Mander telt 9 inschrijvingen in het rijksmonumentenregister. Zie Lijst van rijksmonumenten in Mander voor een overzicht.

## Reutum
De plaats Reutum telt 8 inschrijvingen in het rijksmonumentenregister. Zie Lijst van rijksmonumenten in Reutum voor een overzicht.

## Tubbergen
De plaats Tubbergen telt 27 inschrijvingen in het rijksmonumentenregister. Zie Lijst van rijksmonumenten in Tubbergen (plaats) voor een overzicht.

## Vasse
De plaats Vasse telt 18 inschrijvingen in het rijksmonumentenregister. Zie Lijst van rijksmonumenten in Vasse voor een overzicht.
Almelo ·
Borne ·
Dalfsen ·
Deventer ·
Dinkelland ·
Enschede ·
Haaksbergen ·
Hardenberg ·
Hellendoorn ·
Hengelo ·
Hof van Twente ·
Kampen ·
Losser ·
Oldenzaal ·
Olst-Wijhe ·
Ommen ·
Raalte ·
Rijssen-Holten ·
Staphorst ·
Steenwijkerland ·
Tubbergen ·
Twenterand ·
Wierden ·
Zwartewaterland ·
Zwolle